# ناثان ريتشموند
ناثان ريتشموند (بالإنجليزية: Nathan Richmond)‏ هو تريثلت نيوزلندي، ولد في 6 يوليو 1979 في كرايستشرش في نيوزيلندا.

## وصلات خارجية
- ناثان ريتشموند على موقع أوليمبيديا (الإنجليزية)